# Embuscade de Sévaré
Guerre du Mali
Batailles
L'embuscade de Sévaré a lieu le 29 mai 2016 lors de la guerre du Mali.

## Déroulement
Le 29 mai 2016, des casques bleus de la MINUSMA mènent des patrouilles dans les environs de Mopti, dans une zone ayant été auparavant le théâtre d'affrontements entre éleveurs et agriculteurs,,. Vers 11 heures, un convoi du régiment blindé de reconnaissance et d'appui et du 4e régiment d’infanterie de l'armée togolaise tombe dans une embuscade à 30 kilomètres à l'ouest de Sévaré, sur la route menant à Ténenkou,,. Un blindé UR-416 saute sur une mine enfouie dans le sable et reliée d’un câble à une batterie ; quatre soldats sont tués sur le coup et un cinquième succombe lors de son évacuation.

## Pertes
Cinq casques bleus togolais sont tués et un autre est grièvement blessé selon la MINUSMA,. Les victimes sont un adjudant, deux sergents et deux soldats de première classe. C'est alors la première fois que des casques bleus sont tués dans le centre du Mali.
L'attaque n'est pas revendiquée, mais la katiba Macina d'Ansar Dine, active dans la région, est soupçonnée.